# ثدييات بحرية

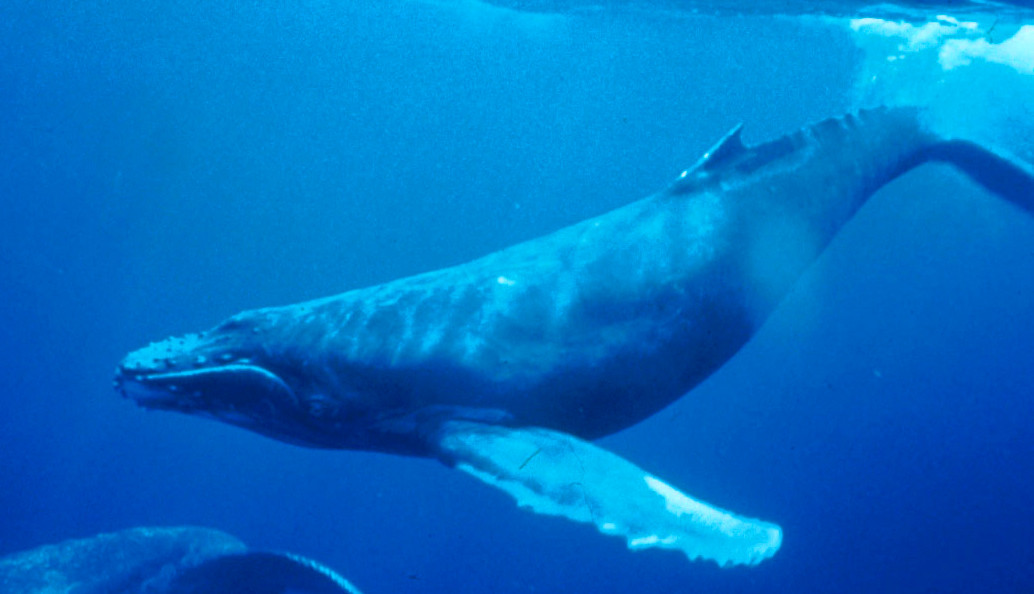
الحوت المحدب (Megaptera novaeangliae)، عضو في رتبة الحيتانيات

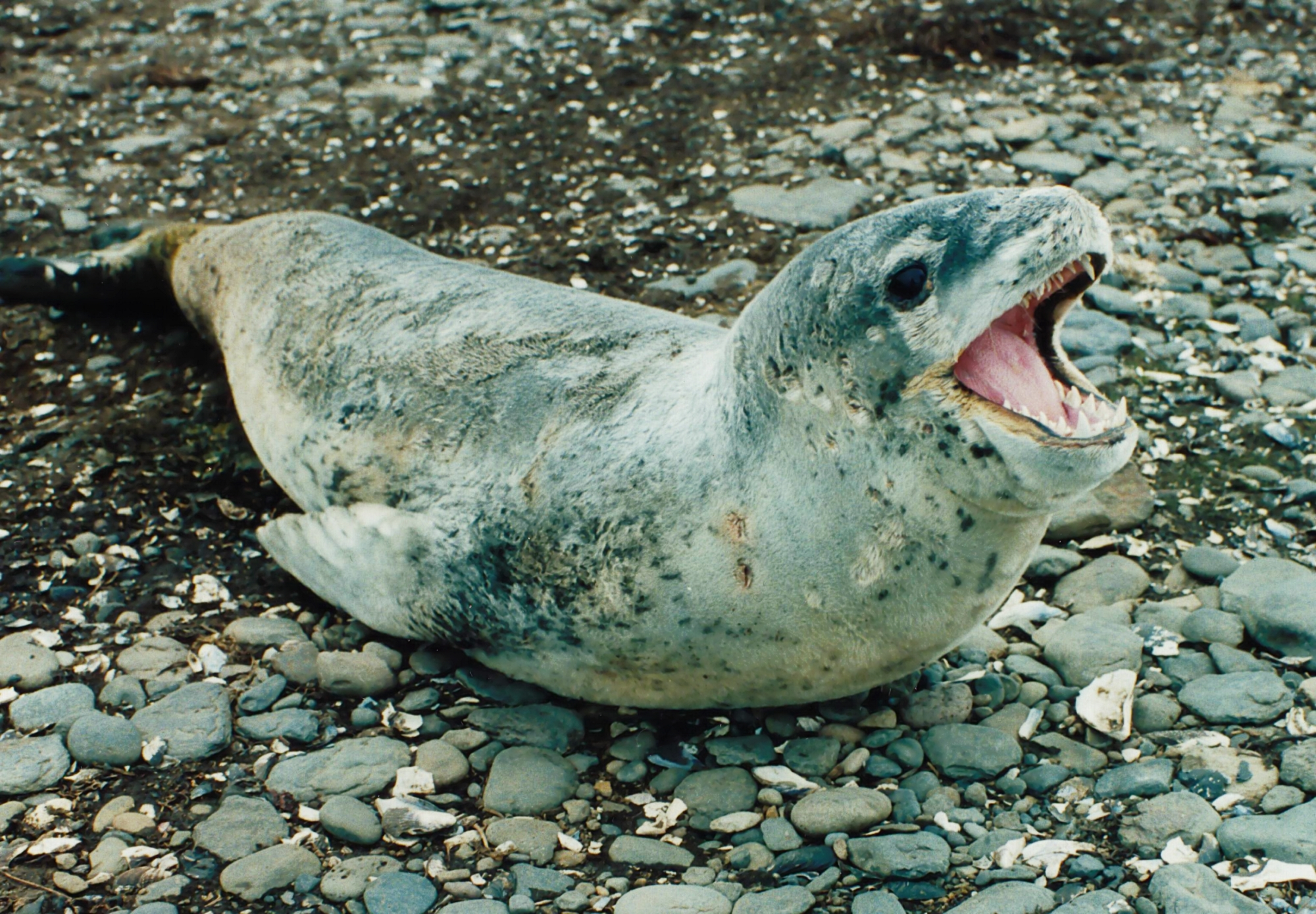
الفقمة النمرية (Hydrurga leptonyx)، عضو الرتبة الفرعية زعنفيات الأقدام من الرتبة اللواحم (آكلات اللحم)

الثدييات البحرية، التي تشمل الفقمات والحيتان والدلافين والفظ، تشكل مجموعة متنوعة من 128 نوعًا وتعتمد على المحيط لبقائها. وهذه الأنواع لا تمثل مجموعة بيولوجية متميزة، ولكنها موحدة بفعل اعتمادها على البيئة البحرية للحصول على غذائها. ويتفاوت مستوى الاعتماد على البيئة البحرية للبقاء تفاوتًا كبيرًا بين الأنواع. فعلى سبيل المثال، تعتمد الدلافين والحيتان اعتمادًا كاملاً على البيئة البحرية لجميع مراحل حياتها، في حين أن الفقمات تتغذى في الميحط، ولكنها تولد على الأرض. ويمكن تقسيم الثدييات البحرية إلى أربع مجموعات معترف بها؛ الحيتانيات (الحيتان والدلافين وخنازير البحر وكركدن البحر) وزعنفيات الأقدام (الفقمات وأسود البحر والفظ) والخيلانيات (خرفان البحر والأطوم) وذوات الأصابع، التي هي مجموعة من الحيوانات الآكلة اللحوم بأرقام منفصلة (الدب القطبي ونوعين من ثعلب الماء). والحيتانيات والخيلانيات هي مائية بشكل كامل، وبالتالي فهي تلزم التواجد في المحيطات. أما زعنفيات الأقدام فهي شبه مائية؛ حيث تقضي معظم أوقاتها في الماء، ولكنها تحتاج إلى العودة إلى الأرض للقيام بأنشطة مهمة مثل التزاوج والتربية وطرح الريش. في المقابل، فإن كلاً من ثعالب الماء والدب القطبي تعد الأقل تكيفًا للتعايش في المحيطات. وعلى الرغم من أن عدد الثدييات البحرية صغير مقارنة بالأعداد الموجودة على البر، إلا أن إجمالي الكتلة الحيوية لها كبيرة. وهي تلعب أدوارًا هامة في الحفاظ على النظم البيئية البحرية، لا سيما من خلال تنظيم أعداد الفرائس. وهذان العاملان جعلاها جزءًا لا يتجزأ من البيئة البحرية. ويُعتبر هذا مصدر قلق خاص نظرًا لأن 23% من أنواع الثدييات البحرية مهددة حاليًا.

## التصنيف

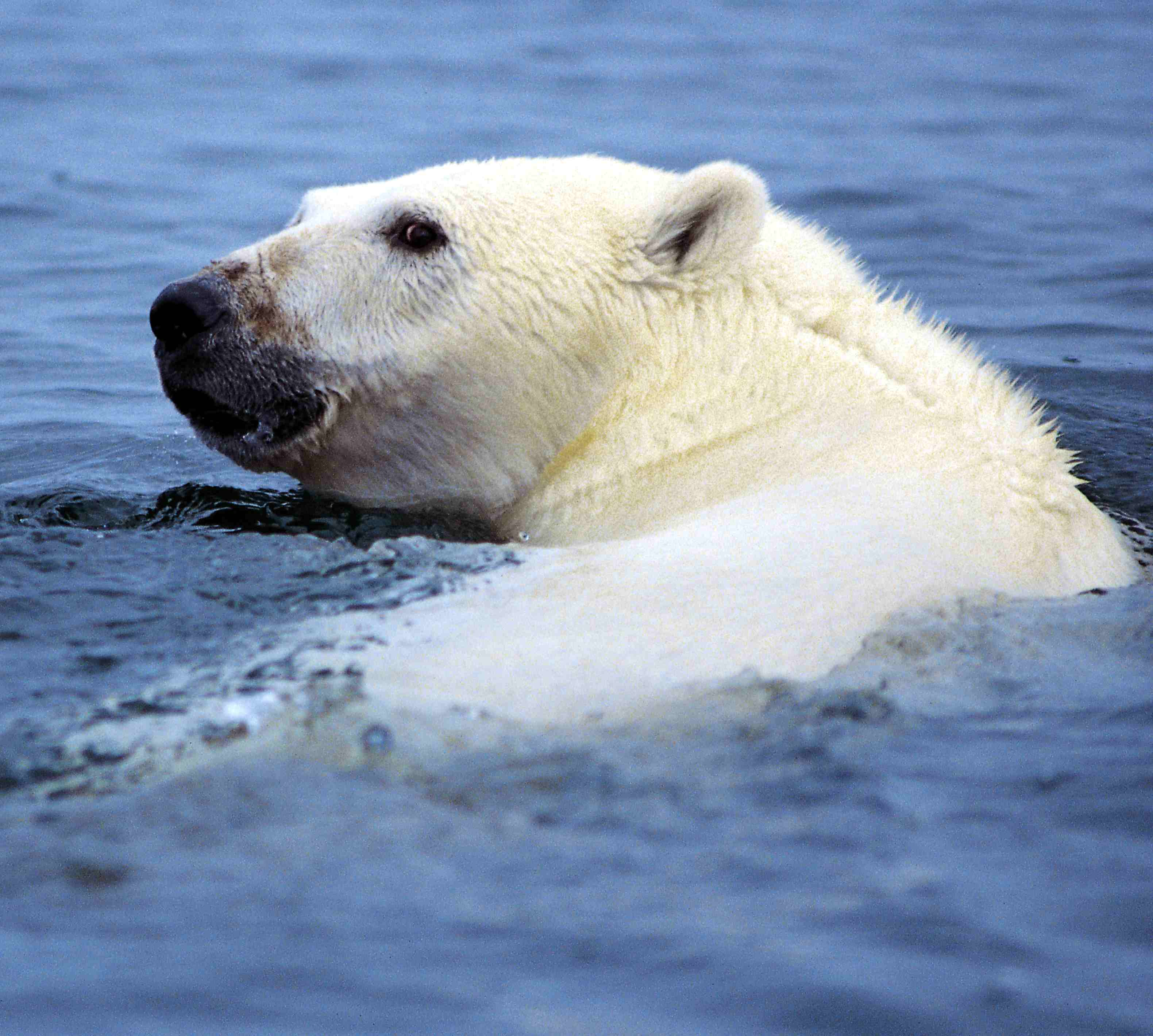
الدب القطبي (Ursus maritimus)، عضو أسرة اليورسيديات

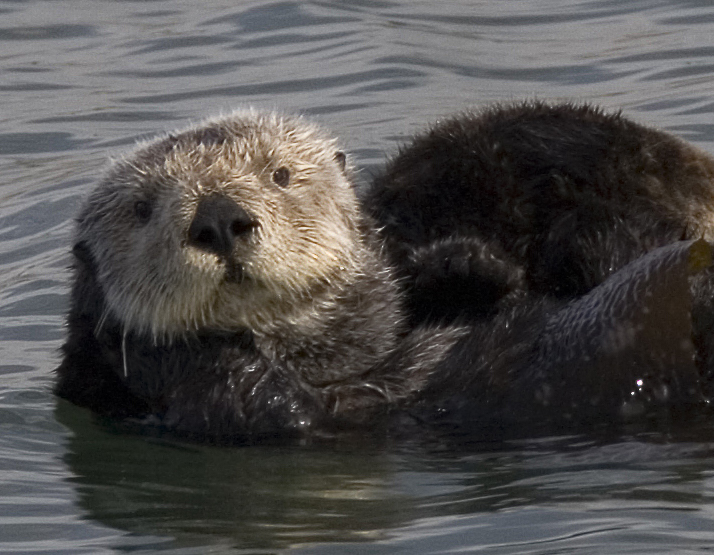
ثعلب الماء (Enhydra lutris)، عضو أسرة الموستيليدات

لقد عادت الثدييات إلى الماء في تسع سلالات متطورة ومنفصلة على الأقل (الحيتانيات والخيلانيات والديسموستيليات (Desmostylia) وزعنفيات الأقدام والدببة القطبية (Ursus maritimus) والدب البحري (Kolponomos) والكسلان المائي (Thalassocnus) وثعلب البحر (Enhydra lutris) والقضاعة البحرية (Lontra feline)). وهناك ثلاث سلاسلات من هذه السلالات انقرضت وهي (ديموستيليات والدب البحري والكسلان المائي). وعلى الرغم من التنوع في التشكل الظاهر بين المجموعات، كان تحسين كفاءة العلف المحرك الرئيسي في عملية تطور هذه السلالات. واليوم تنتمي الثدييات البحرية إلى واحدة من الرتب الثلاث؛ الحيتانيات أو الخيلانيات أو آكلات اللحوم. وضمن رتبة آكلات اللحوم توجد الفقمات (أسود البحر والفظات وزعنفيات الأقدام) والدب القطبي (Ursus maritimus) واثنان من القضاعات (Endydra lutris وقضاعة لوترا.
- رتبة الحيتانيات
  - رتبة الميستيسيتي (حيتان البالين)
    - أسرة البالينيدات (حيتان مقوسة الرأس) = جنسان؛ أربعة أنواع
    - أسرة الحوت القزم (Neobalaenidae) = نوع واحد
    - أسرة الحيتان الزعنفية (Balaenopteridae) = جنسان؛ 8 أنواع
    - أسرة الحوت الرمادي (Eschrichtiidae) = نوع واحد

  - رتيبة الحيتان ذات الأسنان (Odontoceti)
    - أسرة حوت العنبر (Physeteridae) = نوع واحد
    - أسرة Kogiidae (حيتان العنبر القزم = جنس واحد؛ نوعان
    - أسرة Monodontidae (كركدن البحر والحوت الأبيض) = جنسان؛ نوعان
    - أسرة Ziphiidae (الحيتان ذات المنقار) = 6 أجناس؛ 21 نوعًا
    - أسرة Delphinidae (الدلافين المحيطية) = 17 جنسًا؛ 36 نوعًا
    - أسرة Phocoenidae (خنازير البحر) = جنسان؛ 6 أنواع
    - أسرة Platanistidae (الدولفين النهري في جنوب آسيا) = نوع واحد
    - أسرة [Iniidae (بوتو) نوع واحد
    - أسرة Lipotidae (باجي) ربما يكون قد انقرض
    - أسرة Pontoporiidae (الفرنسيسكان) = نوع واحد
- الرتبة Sirenia (الخيلانيات) (انظر الأبقار)
  -     - أسرة Trichechidae (خرفان البحر) = جنس واحد؛ 3 أنواع
    - أسرة Dugongidae (الأطوم) = نوع واحد
- الرتبة آكلات اللحوم (carnivores):
  -     - أسرة الموستيليدات (القضاعات) Enhydra lutris (قضاعة البحر) Lontra feline (القضاعة البحرية)
    - أسرة Ursidae (الدببة) Ursus maritimus (الدب القطبي)

  - الرتبة الفرعية زعنفيات الأقدام (الفقمات، الفظات)
    - أسرة Otariidae (فقمة الفرو وأسد البحر) = 7 أجناس؛ 16 نوعًا
    - أسرة Odobenidae (حصان البحر) = نوع واحد
    - أسرة Phocidae (فقمات صحيحة) = 13 جنسًا؛ 18 نوعًا